# Iglesia de San Pedro (Andahuaylillas)
En el Perú, a la iglesia de San Pedro Apóstol de Andahuaylillas se la ha llamado "la Capilla Sixtina de América", y en algún sentido, el símil subordinante se justificaría:  esta arquitectura es uno de los cantos más sorprendentes y hermosos del arte religioso, silente testimonio del pueblo andino.
La iglesia fue cerrada por los daños causado por los sismos en el 2024.

## El pueblo de Andahuaylillas

Plaza de Armas de Andahuaylillas.

Andahuaylillas es un pequeño pueblo situado en la provincia de Quispicanchi, a no más de 45 kilómetros de la ciudad del Cusco. Al parecer, por los restos de construcciones todavía no muy bien estudiadas, fue un asentamiento inca de cierta importancia. Su fértil campiña, en las cercanías del Vilcanota, hizo que en los primeros tiempos de la colonia, se instalaran allí vecinos de cierta importancia, de que son testimonios las casonas que todavía se conservan, pero luego el pueblo se estancó e incluso su nombre ("pradera cobriza", en quechua) tuvo que aceptar un diminutivo castellano, pues tenía un homónimo más grande, la Andahuaylas de Apurímac.
Ahora Andahuaylillas es un acogedor poblado de más o menos 5 000 habitantes que recibe al viajero en su inmensa y serena plaza de armas, poblada de añosos pisonayes. Su iglesia, desde fuera, no deja de ser hermosa, pese a su sencillez: levantada sobre una plataforma a la que accede por gradas. Tiene, como muchos templos andinos, una capilla abierta en forma de balcón, custodiada por un sólido campanario de maciza planta cuadrada. Desde el atrio,  tres desnudas cruces de piedra se encasquetan de altura sublime. Posiblemente, fue erigida sobre el emplazamiento de una construcción prehispánica, una guaca, quizá; pues en su interior hay rastros de muretes incaicos.

## La iglesia

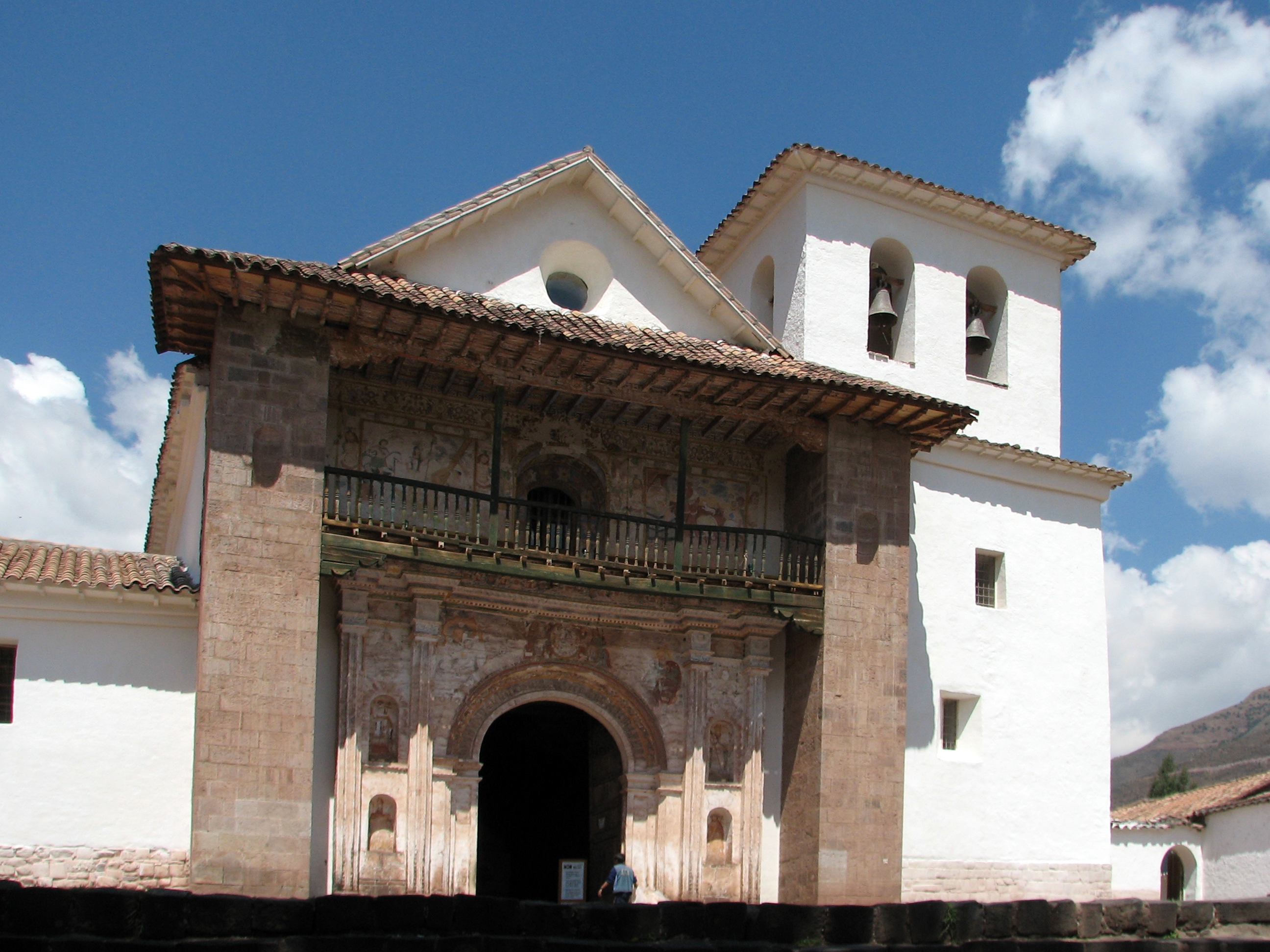
Exterior de la iglesia de San Pedro Apóstol de Andahuaylillas.

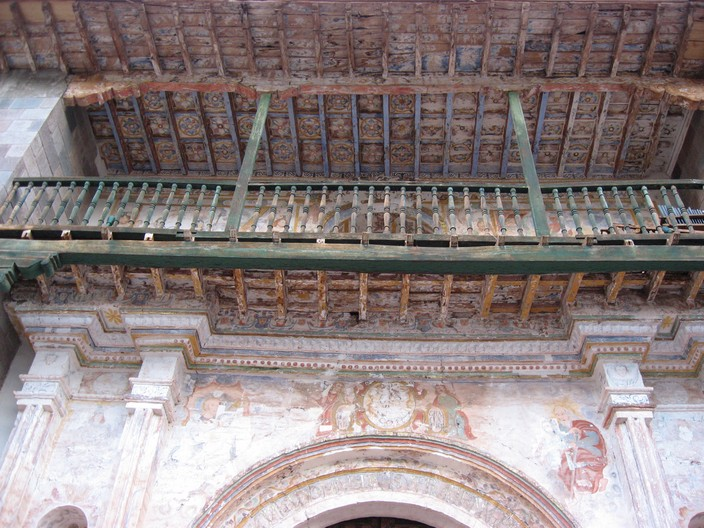
Murales sobre el pasaje a la iglesia

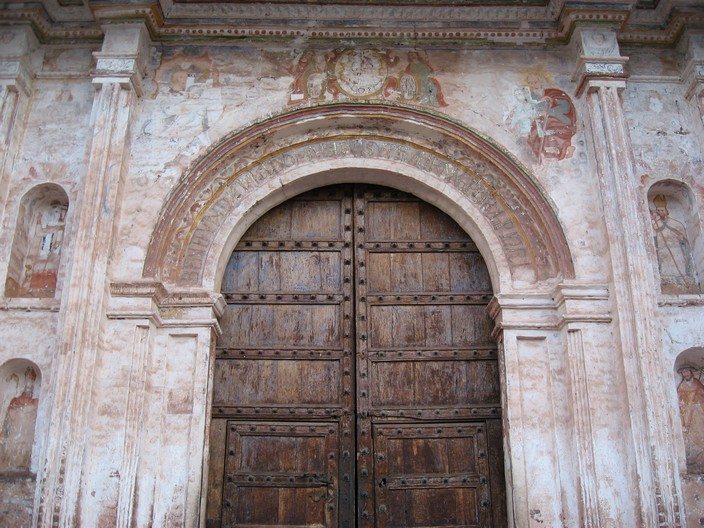
Puerta de la iglesia

Esta austera fisonomía de afuera da un vuelco de 180 grados con la que se despliega, apenas se traspasan las puertas del templo. Una explosión de oro y tallas y pinturas "espanta", así diría quien hubiese entrado ahí en el siglo XVII, utilizando el vocablo en su significación de entonces: "maravillar", "asombrar hasta el límite", al visitante, pues la decoración en pan de oro y los murales, no deja casi espacio libre.
La iglesia de San Pedro Apóstol de Andahuaylillas debe de haberse construido a finales del siglo XVI, pues uno de sus murales, que firma Luis de Riaño, lleva la fecha de 1626. Estas pinturas murales fueron encargadas por quien entonces era el párroco, Juan Pérez Bocanegra, autor del Hanacpachap cussicuinin (Hanaq Pachap Kusikuynin = Alegría del Cielo), la primera obra polifónica vocal compuesta en todo el continente americano, con letra mayoritariamente escrita en quechua. Se trata de un templo consagrado bajo la advocación de San Pedro, aunque el altar principal lo preside la Virgen del Rosario. Los jesuitas la tuvieron a su cargo en el período 1628-1636. Consta de una sola nave con capillas laterales. Sus anchas paredes son de barro.

## El interior

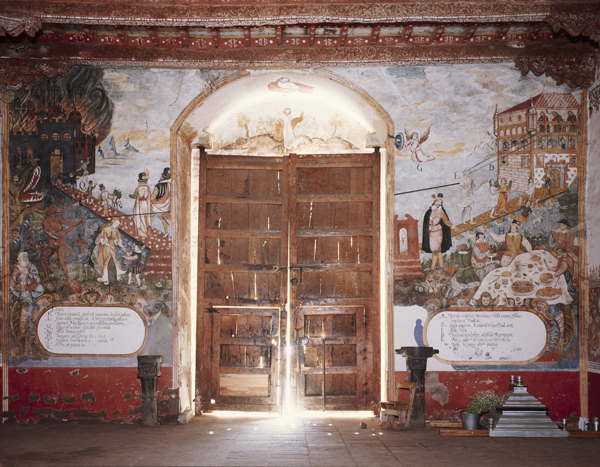
Mural en el interior de la iglesia.

Si el sobrio exterior es de estilo renacentista popular, el interior es una muestra esplendorosa del barroco. Éste fue un estilo que buscaba imponerse sobre el espectador con la abrumadora presencia de lo ornamental. Hay que imaginarse a las multitudes indígenas recién convertidas al cristianismo entrar a la iglesia y experimentar visualmente el "poder" de la nueva fe expresado en esa riqueza escultórica y pictórica que desde arriba y los costados las asediaba. En realidad ese era el estilo que imperaba en toda Europa y sus colonias en aquellas décadas, pero que alcanza un elevado grado de expresión en la fusión con las culturas americanas, de por sí proclives a la rica fantasía ornamental.
El techo está casi completamente recubierto por una decoración de estilo mudéjar con motivos naturalistas, florales y frutales. Este riquísimo artesonado fue revestido con pan de oro. Esta decoración fija se complementa con abundantes lienzos que se integran al conjunto por medio de sus lujosos marcos también en pan de oro. La mayoría son obras de Luis de Riaño, pintor limeño discípulo de Angelino Medoro, nacido en 1596 y posteriormente establecido en el Cuzco, donde todavía vivía en 1667. De él se conserva una "Crucifixión", "El bautismo de Cristo" y el "Arcángel San Miguel". El cuadro de la Virgen del Rosario que se halla en la capilla del Santísimo ha sido atribuido a Diego Quispe Tito. Existen también cuadros anónimos de la Escuela cusqueña de pintura.
Una de las notas curiosas de este templo se halla en su baptisterio. El arco que le da acceso tiene la inscripción "Yo te bautizo en el nombre del Padre y del Hijo y del Espíritu Santo. Amén" en latín, español, quechua, aimara y puquina, testimonio que este templo fue uno de los dos centros de traducción de las lenguas indígenas de la Arquidiócesis del Cuzco junto a otro templo en el distrito de Juli, ya que esta fue la principal labor del citado Bocanegra.
Indudablemente los murales son lo más llamativo de la iglesia de Andahuaylillas. El par más famoso es el que se halla en la cara interior de la pared de la entrada. Nos muestra las dos vías de la existencia: hacia la izquierda, el camino fácil, que conduce al infierno; hacia la derecha, el difícil, que lleva al paraíso. Su sencilla y casi ingenua simbología, acorde con su carácter didáctico, no logra opacar la fuerza expresiva de sus imágenes. La mayoría de estos hermosos murales fue realizada por Riaño.